# Jean-Jacques Doussain
Pour les articles homonymes, voir Doussain.
Jean-Jacques Doussain, né le 26 mars 1753 à Flacey et mort à une date inconnue, est un homme politique français.

## Biographie
Laboureur de profession, Jean-Jacques Doussain, établi à Flacey, est élu député suppléant d'Eure-et-Loir aux élections législatives de 1791 avec 133 suffrages sur 214 votants.
Il entre à l'Assemblée nationale législative le 18 juillet 1791 en remplacement d'Alexandre-Claude Bellier du Chesnay, démissionnaire. Il siège dans la majorité. Le Moniteur universel, organe chargé de la transcription des débats parlementaires, ne mentionne pas son nom.
Il disparaît de la vie politique après l'auto-dissolution de l'Assemblée le 20 septembre 1792. Sa date de décès est inconnue.